# Светска лига у ватерполу
Светска лига у ватерполу (енгл. FINA Water Polo World League) било је репрезентативно такмичење које је ФИНА увела због повећаног интересовања за ватерполо. Такмичење се одржавало сваке године, а прво издање је приређено у Грчкој 2002. године. Највише успеха имала је Ватерполо репрезентација Србије, која је на 19 досад одржаних такмичења дванаест пута била победник и једном завршила као друга. На такмичењу су се додељивале новчане награде. Победник је добијао 100.000 долара, другопласирани 70.000, а трећепласирани 50.000.

## Сва издања такмичења
| Година       | Домаћин    | Финале               | Финале   | Финале               | Меч за треће место | Меч за треће место | Меч за треће место   |
| Година       | Домаћин    | Злато                | Резултат | Сребро               | Бронза             | Резултат           | Четврто место        |
| ------------ | ---------- | -------------------- | -------- | -------------------- | ------------------ | ------------------ | -------------------- |
| 2002. детаљи | Патра      | · Русија             | 10 : 8   | · Шпанија            | · Мађарска         | 13 : 6             | · Грчка              |
| 2003. детаљи | Њујорк     | · Мађарска           | 13 : 8   | · Италија            | · Сједињене Државе | 12 : 9             | · Србија и Црна Гора |
| 2004. детаљи | Лонг Бич   | · Мађарска           | 12 : 8   | · Србија и Црна Гора | · Грчка            | 12 : 9             | · Италија            |
| 2005. детаљи | Београд    | · Србија и Црна Гора | 16 : 6   | · Мађарска           | · Немачка          | 10 : 8             | · Хрватска           |
| 2006. детаљи | Атина      | · Србија и Црна Гора | 6 : 4    | · Шпанија            | · Грчка            | 11 : 10            | · Аустралија         |
| 2007. детаљи | Берлин     | · Србија             | 9 : 6    | · Мађарска           | · Аустралија       | 7 : 6              | · Немачка            |
| 2008. детаљи | Ђенова     | · Србија             | 7 : 3    | · Сједињене Државе   | · Аустралија       | 8 : 7              | · Црна Гора          |
| 2009. детаљи | Подгорица  | · Црна Гора          | 8 : 7    | · Хрватска           | · Србија           | 9 : 7              | · Сједињене Државе   |
| 2010. детаљи | Ниш        | · Србија             | 14 : 12  | · Црна Гора          | · Хрватска         | 9 : 7              | · Аустралија         |
| 2011. детаљи | Фиренца    | · Србија             | 8 : 7    | · Италија            | · Хрватска         | 11 : 5             | · Сједињене Државе   |
| 2012. детаљи | Алмати     | · Хрватска           | 18 : 17  | · Шпанија            | · Италија          | 7 : 6              | · Сједињене Државе   |
| 2013. детаљи | Чељабинск  | · Србија             | 12 : 7   | · Мађарска           | · Црна Гора        | 11 : 10            | · Сједињене Државе   |
| 2014. детаљи | Дубаи      | · Србија             | 10 : 6   | · Мађарска           | · Црна Гора        | 12 : 9             | · Аустралија         |
| 2015. детаљи | Бергамо    | · Србија             | 9 : 6    | · Хрватска           | · Бразил           | 24 : 23            | · Сједињене Државе   |
| 2016. детаљи | Хуејџоу    | · Србија             | 10 : 7   | · Сједињене Државе   | · Грчка            | 11 : 7             | · Италија            |
| 2017. детаљи | Руза       | · Србија             | 10 : 9   | · Италија            | · Хрватска         | 10 : 4             | · Сједињене Државе   |
| 2018. детаљи | Будимпешта | · Црна Гора          | 13 : 11  | · Мађарска           | · Шпанија          | 12 : 7             | · Јапан              |
| 2019. детаљи | Београд    | · Србија             | 12 : 11  | · Хрватска           | · Аустралија       | 11 : 10            | · Шпанија            |
| 2020. детаљи | Тбилиси    | · Црна Гора          | 9 : 8    | · Сједињене Државе   | · Грчка            | 10 : 8             | · Италија            |
| 2022. детаљи | Стразбур   | · Италија            | 13 : 9   | · Сједињене Државе   | · Шпанија          | 11 : 8             | · Француска          |

## Биланс медаља
| Ранг | Држава           | Злато | Сребро | Бронза | Укупно |
| 1.   | Србија           | 12    | 1      | 1      | 14     |
| 2.   | Црна Гора        | 3     | 1      | 2      | 6      |
| 3.   | Мађарска         | 2     | 5      | 1      | 8      |
| 4.   | Хрватска         | 1     | 3      | 3      | 7      |
| 5.   | Италија          | 1     | 3      | 1      | 5      |
| 6.   | Русија           | 1     | —      | —      | 1      |
| 7.   | Сједињене Државе | —     | 4      | 1      | 5      |
| 8.   | Шпанија          | —     | 3      | 2      | 5      |
| 9.   | Грчка            | —     | —      | 4      | 4      |
| 10.  | Аустралија       | —     | —      | 3      | 3      |
| 11.  | Бразил           | —     | —      | 1      | 1      |
| 11.  | Немачка          | —     | —      | 1      | 1      |